# Telč
Telč (/tɛltʃ/; (tiếng Đức: Teltsch) là một thành phố của Cộng hòa Séc, nằm ở phía nam vùng Moravia, gần thành phố Jihlava. Tất cả các nhà của khu trung tâm thành phố này đã được UNESCO đưa vào danh sách Di sản thế giới từ năm 1992.

## Lịch sử
Thành phố Telč được xây dựng từ năm 1315. Ngọn tháp xưa, xây theo kiểu La Mã cổ - dâng kính Chúa Thánh Thần - chứng tỏ nơi đây đã có người định cư từ lâu. Nhà thờ Đức Mẹ Mary thăng thiên và các tường thành được xây theo lối kiến trúc Gothic. Telč có 1 lâu đài và 1 quảng trường dài ở trung tâm, nơi có các nhà xây theo kiểu kiến trúc Phục Hưng được bảo quản tốt. Tên quảng trường được đặt theo tên của người xây tòa lâu đài là Zachariáš của Hradec; tên của ông cũng liên quan tới quảng trường của thành phố Jindřichův Hradec.
Cho tới năm 1945, trước khi tổng thống Edward Beneš ký sắc lệnh tịch thu tài sản và trục xuất người Đức ở Tiệp Khắc, thì dân cư của thành phố Telč - cũng như thành phố lân cận Jihlava - chủ yếu là nhóm người nói tiếng Đức.
Ngoài khu quảng trường ở trung tâm thành phố và tòa lâu đài cùng các nhà thờ, du khách cũng có thể tới thăm nhà bảo tàng mang tên họa sĩ Jan Zrzavý, 1 nhà bảo tàng chi nhánh của Viện bảo tàng quốc gia ở Praha.
Năm 1979 đạo diễn Werner Herzog đã quay phim Woyzeck tại Telč.
Tiểu hành tinh số 5894 do nhà thiên văn học Antonín Mrkos phát hiện, cũng được đặt theo tên thành phố Telč.

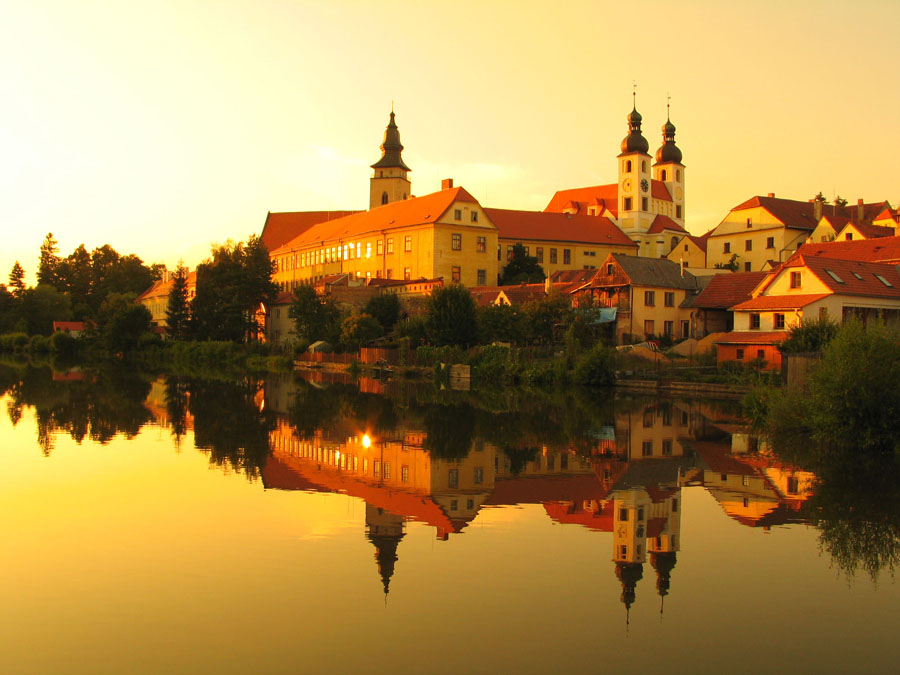
Telč